# На бранителите на Македония 2001
На бранителите на Македония 2001 (на македонска литературна норма: На бранителите на Македонија 2001) представлява паметник, издигнат в чест на загиналите войници от Щип и Щипско по време на Военния конфликт в Република Македония през 2001 година.
Паметникът е издигнат в местността Суитлак от община Щип. Посветен е на капитан Кирчо Димитровски (33), загинал на 4 март 2001 година в района на село Танушевци, на Димитър Двояковски (29) и Влатко Петров (24) от село Чардаклия, Щипско..